# 인민의용군 (6.25 전쟁)
인민의용군(人民義勇軍)은 6.25 전쟁 초기인 1950년 7월 1일 북한 최고인민회의 상임위원회가 선포한 '전시동원령'에 따라 북한 정규군을 지원하기 위해 조직되거나 모집된 군대 또는 군인이다. 6.25 전쟁 기간 중 남한 지역에서 인민의용군으로 강제적·반강제적·자발적으로 참가한 인원은 10만~40만 명에 이르는 것으로 추산하고 있다.

## 모집과정과 규모

### 모집과정
북한은 1950년 7월 1일 만 18세부터 36세까지의 주민을 동원 대상으로 하는 동원령을 선포하였다. 이와 더불어 같은 날 북한의 군사위원회 제4차 회의에서는 의용군 모집 사업을 원만히 추진하기 위해 상설기구로서 ‘인민의용군조직위원회’를 설치하고, 서울을 비롯한 주요 도시에 훈련소를 설치, 의용군 입대자들에 대한 단기군사정치훈련을 시켜 북한군에 편입한다는 방침이 결정되었다. 북한 노동당도 7월 6일 ‘의용군 초모(招募) 사업에 대하여’라는 결정서를 각급 당조직에 하달하였다. 이 결정서에서는 “의용군은 18세 이상의 청년군으로 하되 빈농 출신의 청년을 많이 끌어 들일 것, 각도에 할당된 징모 수는 책임을 완수할 것, 전 남로당 당원으로서 변절자(보도연맹 가입자)도 의무적으로 참가시킬 것” 등을 밝히고 있다. 이 결정에 따라 각급 당조직에서는 의용군 모집을 위한 구체적인 계획을 수립하고 이를 민청을 비롯한 각급 사회단체에 지시했다.
인민의용군 모집 대상과 모집 방식은 전선의 변화 추이에 따라 달리했다. 개전 초기에는 주로 출옥한 좌익사범, 지하활동가, 보도연맹원 등을 대상으로 ‘자원’이라는 형태로 이루어지다가 7월 2일부터 ‘군중대회’ 또는 ‘궐기대회’ 등을 통한 집단적인 방식으로 추진되었다. 군중대회 또는 궐기대회 형태의 모집방식은 개인적 영웅심과 군중심리를 이용하여 일시에 다수의 인원을 모집할 수 있는 장점이 있었다. 북한은 의용군 모집을 위해 복구된 당조직과 노동·청년·학생·여성단체들을 총동원했는데, 특히 청년과 학생단체인 민청과 민주학련이 주도적인 역할을 했다. 이 단체들은 군중대회 또는 궐기대회를 조직하는가 하면 신문이나 방송 등의 언론매체와 강연회, 가두연설 등 조직적인 선전과 홍보활동을 통해 의용군을 모집했다.
전선의 확대와 급증하는 전투보충병의 수요는 무리한 인민의용군 모집사업을 더욱 촉진시키는 계기였다. 전쟁 초기의 활발한 모집실적과는 달리 7월 말부터는 자발적으로 지원할 인력의 고갈과 전쟁의 결과에 대한 불확실성으로 인해 의용군 모집실적이 급속히 감소하기 시작했다. 이 때문에 더 많은 인원을 조직적으로 동원하기 위해 책임동원의 성격이 강한 할당제로 의용군 모집방식이 바뀌었다. 가두모집과 호별 할당 등 강제성을 띤 징집이 동원되었는데, 무리한 할당량을 채우기 위해 민청과 직업동맹 등의 간부들이 각지에 파견되어 가두모집을 추진하였다. 마을 단위에서는 제비뽑기나 마을의 논의구조를 통해 대상자를 선정하는 방식이 빈번해지기도 했다.
이러한 과정을 통해 징집된 인원은 재교육을 위해 북한으로 보내지는 경우도 일부 있었지만, 대부분의 경우에는 최전선의 전투병 내지 노무자로 활용되었다. 이들은 정해진 장소에서 2∼10일간의 훈련을 받고 최전방인 낙동강 전선에 배치된 후 그곳에서 재편성되었다. 즉 전투병으로 최전선에 참가하는 경우와 물자수송과 전시복구사업에 동원되는 병력으로 분류되었다.
한편, 각 도에서는 1950년 9월 초에 인민의용군을 중심으로 여단을 편성하기도 했다. 경북에서는 안동여단, 충남에서는 대전여단, 전남에서는 광주여단 등이 만들어졌으며, 이를 총지휘하는 의용군 총사령관에는 노동당 부위원장인 이기석이 임명되었다.

### 규모
한국전쟁 기간 중 인민의용군으로 참가한 인원은 현재까지 정확하게 밝혀진 바가 없지만, 적게는 10만에서 많게는 40만 명에 이르는 것으로 추산하고 있다.
북한당국은 전시동원령이 내려진 지 한 달 보름만인 1950년 8월 15일까지 북한에서는 80여만 명의 의용군이 자원하였으며 남한에서는 40여만 명의 젊은이들이 의용군 모집에 참가했다고 발표하였다.
김일성은 자기 입으로 남한 점령지에서 강제 징집한 남한 청년의 숫자를 40만 명이라고 밝혔다.

## 관련 일화
서울대 교수 김성칠은 7월 11일자, 7월 12일자 일기에서 인민의용군 강제모집을 다음과 같이 묘사하고 있다.
“당국은 조직적인 모든 기관을 동원하여 애국적인 청년남녀는 모두 의용군 대열에 나서라고 외치고 있다. 마을에선 동민을 모아 보내고, 학교에선 학생들을 끌어 보내고 직장에선 종업원을 채찍질해 보내고, 그래도 부족함인지 가두에서 젊은 사람을 붙들어 보낸다 하여 큰 공황을 일으키고 있다.”— 김성칠 지음·정병준 해제, 앞의 책, 110쪽

“신문에 보면 어느 대학에서 몇십명, 어느 중학에서 몇백명, 심지어 동덕 같은 덴 여자중학이면서도 5, 6학년 전원 2백명이 미적(美敵)과 이승만 도당에 대한 적개심에 불타서 자진 의용군에 지원하였다는 시세 좋은 이야기가 꼬리를 물고 게재되어 있다. 지원하면 그날로 곧 출진하는 것이 이 나라의 특색이다.”— 김성칠 지음·정병준 해제, 앞의 책, 111쪽)

아래의 글은 6·25 전사자인 인천 학생 조순범의 동네 선배 형인 이경종이 전사한 고향 후배 고(故) 조순범을 추모하며 서해문화 1998년 12월호에 기고했던 글이다. 고 조순범은 전사하였기 때문에 아래의 글로 조순범 참전기를 대신한다.
1950년 6월 25일 6·25사변이 터지고 악몽과도 같았던 인민군 치하에서 지옥보다도 더한 고통을 견디고 9·15 인천상륙작전의 성공으로 인민군 치하에서 벗어났다. 인민군 치하에서 많은 중학생 또래의 청소년들이 인민의용군에 강제로 끌려가는 것을 보고 나는 매부가 살고 있던 용유도로 피난 가서 몰래 숨어 있었다. 그래서 인민의용군으로 끌려가는 것을 피했지만 인민의용군으로 끌려간 인천 지역 청소년들은 대부분 실종되었다.— 이경종

## 참고자료
- 『남로당연구(南勞黨硏究)』(김남식,돌베개,1984)
- 『한국전쟁사(韓國戰爭史) 제2권』(국방부전사편찬위원회,1979)
- 「민중(民衆)의 전쟁인식(戰爭認識)과 인민의용군(人民義勇軍)」(배경식,『역사문제연구』제6호,역사문제연구소,2001)